# Barbara (film, 2012)
Barbara är en tysk dramafilm från 2012 i regi av Christian Petzold, med Nina Hoss i huvudrollen. Filmen vann Silverbjörnen för bästa regi vid Filmfestivalen i Berlin. Den hade svensk premiär 10 augusti 2012 genom Folkets Bio.

## Handling
Handlingen utspelar sig sommaren 1980 i Östtyskland, och följer läkaren Barbara (Nina Hoss) som omplaceras till landsbygden från Östberlin och sjukhuset Charité, efter att ha fått en ansökan om utresetillstånd avslagen. Sjukhuset ligger vid Östersjökusten och Barbara börjar arbeta på avdelningen för barnkirurgi som leds av läkaren André Reiser (Ronald Zehrfeld). Reiser har fått i uppdrag av Stasi-officeren Klaus Schütz att övervaka Barbara som distanserat sig från kollegor och väntar på att hennes pojkvän Jörg i Västtyskland ska ordna hennes flykt. Barbara ser igenom Reiser och hans uppgift att följa vad hon gör. Men allteftersom börjar hon tveka kring att fly Östtyskland och engagerar sig i sitt arbete på kliniken och i flickan Stella som flytt ett ungdomshem och behöver hennes hjälp. Även hennes relation till André förändrar sig till det positiva.

## Om filmen
För Barbara mottog Petzold Silverbjörnen för bästa regi vid Berlins filmfestival samt åtta Deutscher Filmpreis-nomineringar.

## Medverkande
- Nina Hoss – Barbara Wolff
- Ronald Zehrfeld – läkaren André Reiser
- Rainer Bock – Stasiofficer Klaus Schütz
- Jasna Fritzi Bauer – Stella
- Mark Waschke – Jörg
- Christina Hecke – läkarassistent Schulze
- Claudia Geisler – stationssyster Schlösser
- Rosa Enskat – vaktmästare Bungert
- Peter Benedict – Gerhard
- Jannik Schümann – Mario
- Susanne Bormann – Steffi
- Alicia von Rittberg – Angie
- Kirsten Block – Friedl Schütz